# Alloeocarpa bacca
Alloeocarpa bacca is een zakpijpensoort uit de familie van de Styelidae. De wetenschappelijke naam van de soort is voor het eerst geldig gepubliceerd in 1929 door Arnback.